# Бабала Василь Васильович
Васи́ль Васи́льович Бабала (нар. 10 квітня 1954, с. Возилів Бучацького району Тернопільської області) — український підприємець, меценат, громадсько-політичний діяч. Депутат Тернопільської обласної ради (від 2015).

## Життєпис
Син Василя та Дарії Бабал — відомої у районі літераторки, вишивальниці, фольклористки. Закінчив Возилівську школу і Дрогобицький технікум нафти та газу (1976, нині коледж).
У 1973—1975 проходив військову службу в ракетних військах стратегічного призначення в третьому навчальному центрі м. Капустин Яр.
Працював інженером із підготовки кадрів, начальником вентиляторного цеху, старшим інженером-механіком, начальником ливарного цеху Бучацького ВО металовиробів («Астрон»). Від 1988 — головний інженер Бучацької філії ВТО «Надзбруччя».
Упродовж 10 років, крім основної роботи, вів гурток «Картинг» при Бучацькому РК ДТСААФ. Районна команда неодноразово була призером чемпіонатів Тернопільської області.
Від 1990 — ініціатор створення і голова кооперативу «Іскра» (спеціалізується на виробництві чавунного литва). Під керівництвом Василя Бабали колектив — у числі лідерів серед ливарних підприємств України.
Одружений, дружина Марія, доньки Ольга та Леся.

### Доброчинність
Свої доброчинні проекти розпочав у 1990-х, коли своїми коштами допоміг побудувати церкву Успіння Божої Матері у рідному селі, а згодом — капличку святого Володимира. 
У 2003—2009 впровадив низку соціально-культурних програм, зокрема
- фінансував реставрацію 3 старовинних ікон (вік — 250 р.);
- за його проектом споруджено каплицю в с. Рукомиш Бучацького району;
- виготовлено і реставровано близько 40 церковних дзвонів з різних областей Західної України, у т. ч. вилитих у Італії 1751;
- у Бучачі:
  - облаштовано міні-парк колегіуму ім. св. Йосафата
  - відновлено скульптури Божої Матері (висотою 13 м) та святого Яна Непомука (копії робіт Івана Георгія Пінзеля), Божої Матері — перед Здвиженською церквою
  - споруджено пам'ятник Івану Георгію Пінзелю біля бучацької ратуші;[2]
  - жертводавець на будівництво і ремонт храмових споруд Бучаччини;
  - жертводавець відбудови Монастиря Чесного Хреста Господнього чину святого Василія Великого;
  - жертводавець колегіуму ім. св. Йософата;
  - замовив виготовлення брамних воріт з художнього кування для бокового (колись головного) входу на територію римо-католицького костелу Внебовзяття Пресвятої Діви Марії (2009);
  - допоміг відновити Бучацьку ГЕС;
  - жертводавець на книговидавничу справу.

### Політична та громадська діяльність
Від 2006 — депутат Бучацької районної ради (фракція ВО «Батьківщина»), член колегії Бучацької районної державної адміністрації. Також — член виконкому Бучацької міської ради.
Від 2015 — депутат Тернопільської обласної ради (фракція ВО «Батьківщина»).

## Відзнаки
- Орден Св. Миколая Чудотворця 3-го ступеня (2007),
- Кращий підприємець Бучацького району (2006),
- «Почесний галичанин» (2008),
- відзнака міжнародної громадської організації «Асамблея ділових кіл»,
- почесне звання і золотий нагрудний знак «Кращий керівник України» (2008),
- грамота владики Бучацької єпархії (за вагомий внесок у будівництво церкви св. Петра і Павла у Бучачі) та інші відзнаки.